# Agatsuma Entertainment
Agatsuma Entertainment (japanisch アガツマ・エンタテインメント, englisch Agatsuma Entertainment Co., Ltd.) war ein japanischer Videospielverlag, der 1997 gegründet wurde. Er veröffentlichte hauptsächlich Titel für die Plattformen Nintendo DS, Wii und Nintendo 3DS. Das Unternehmen war auch als Agentur tätig und koordinierte Geschäfte zwischen Entwicklern und Publishern weltweit. Das Unternehmen wurde am 11. Dezember 2015 aufgelöst und am 31. März 2016 vollständig abgewickelt.

## Entwickelte Spiele
| Title                                      | Datum                 | Entwickler             | Plattform(en)                                                     |
| ------------------------------------------ | --------------------- | ---------------------- | ----------------------------------------------------------------- |
| Pocket Dogs                                | JP: 9. Dezember 2004  | Agatsuma Entertainment | Game Boy Advance                                                  |
| Soreike! Anpanman: Baikinman no Daisakusen | JP: 1. Dezember 2005  | Agatsuma Entertainment | Nintendo DS                                                       |
| Anpanman to Asobo: Aiueo Kyoushitsu        | JP: 7. Dezember 2006  | Agatsuma Entertainment | Nintendo DS                                                       |
| Hana Deka Club: Animal Paradise            | JP: 26. April 2007    | Agatsuma Entertainment | Nintendo DS                                                       |
| Let's Draw!                                | JP: 3. April 2008     | Agatsuma Entertainment | Nintendo DS                                                       |
| Anpanman to Asobo: ABC Kyoushitsu          | JP: 1. Mai 2008       | Agatsuma Entertainment | Nintendo DS                                                       |
| Drawn to Life: God's Marionette            | JP: 4. Dezember 2008  | 5th Cell               | Nintendo DS                                                       |
| Anpanman to Asobo: Aiueo Kyoushitsu DX     | JP: 17. Dezember 2009 | Agatsuma Entertainment | Nintendo DS                                                       |
| Learning With the PooYoos: Episode 1       | JP: 11. Mai 2010      | Lexis Numerique        | Wii, WiiWare                                                      |
| NyxQuest: Kindred Spirits                  | JP: 11. Mai 2010      | Over the Top Games     | Wii, WiiWare                                                      |
| Anpanman Niko Niko Party                   | JP: 25. November 2010 | Agatsuma Entertainment | Wii                                                               |
| Code of Princess                           | JP: 19. April 2012    | Studio Saizensen       | Nintendo 3DS, Nintendo eShop, Microsoft Windows                   |
| Sayonara UmiharaKawase                     | JP: 20. Juni 2012     | Studio Saizensen       | Nintendo 3DS, Nintendo eShop, PlayStation Vita, Microsoft Windows |
| Anpanman to Asobo: New Aiueo Kyoushitsu    | JP: 6. März 2014      | Agatsuma Entertainment | Nintendo 3DS                                                      |
| IronFall: Invasion                         | JP: 28. Oktober 2015  | VD-Dev                 | Nintendo 3DS, Nintendo eShop                                      |